# (36452) 2000 QE5
2000 QE5 (asteroide 36452) é um asteroide da cintura principal. Possui uma excentricidade de 0.29634430 e uma inclinação de 1.48547º.
Este asteroide foi descoberto no dia 24 de agosto de 2000 por LINEAR em Socorro.